# Super Nana (chanson)
Super nana est une chanson du répertoire de Michel Jonasz, qui est avec Dites-moi une des deux chansons qui l'ont fait connaître à ses débuts. 
Écrite par Jean-Claude Vannier, elle fait partie du premier album de Jonasz en 1974 (Vannier l'a chantée lui-même sur son album de 1975).
Jonasz indique dans une interview qu'il ne s'en lasse pas, car « toutes les formations lui vont : piano-voix, quartet, sextet ».

## Classement
| Classement (1974)                       | Meilleure place |
| --------------------------------------- | --------------- |
| France (IFOP)                           | 38              |
| Belgique (Wallonie Ultratop 50 Singles) | 43              |